# ماریا چارکن
ماریا چارکن (انگلیسی: Maíra Charken؛ زادهٔ ۲۲ ژوئیهٔ ۱۹۷۸) هنرپیشه اهل برزیل است. وی از سال ۱۹۹۹ میلادی تاکنون مشغول فعالیت بوده‌است.